# World (The Price of Love)
World (The Price of Love) is een nummer van de Britse band New Order uit 1993. Het is de derde single van hun zesde studioalbum Republic.
De stijl van het nummer is een combinatie tussen de sophistipop uit de jaren '80 en de alternatieve dancemuziek uit de jaren '90. "World (The Price of Love)" bereikte de 13e positie in het Verenigd Koninkrijk. Daarbuiten werden in sommige andere landen ook hitlijsten gehaald, maar nergens was het zo succesvol als op de Britse eilanden.